# Gaston Desprez
Pour les articles homonymes, voir Desprez.
 (mars 2008).
Si vous disposez d'ouvrages ou d'articles de référence ou si vous connaissez des sites web de qualité traitant du thème abordé ici, merci de compléter l'article en donnant les références utiles à sa vérifiabilité et en les liant à la section « Notes et références ».
Gaston Desprez (Montataire, 20 avril 1864 - Suresnes, 5 août 1938) est un inventeur et directeur de théâtre français. Fils d’un industriel, il est l'inventeur d’un ressort de suspension pour les cuisines roulantes des soldats de la Première Guerre mondiale. Il a dirigé le Cirque d'Hiver de 1923 à 1934.

## Biographie
Ses deux frères, Marcel et André, font partie du monde du spectacle, présentant un numéro de double saut périlleux en voiture. Connu pour son naturel bon vivant et sa prestance, il participe à plusieurs courses cyclistes, alors que son frère André gagne sa réputation en tant que cycliste de spectacle avec le numéro du "cercle de la mort", course au cours de laquelle il virevolte à vélo au-dessus d’une cage aux lions.

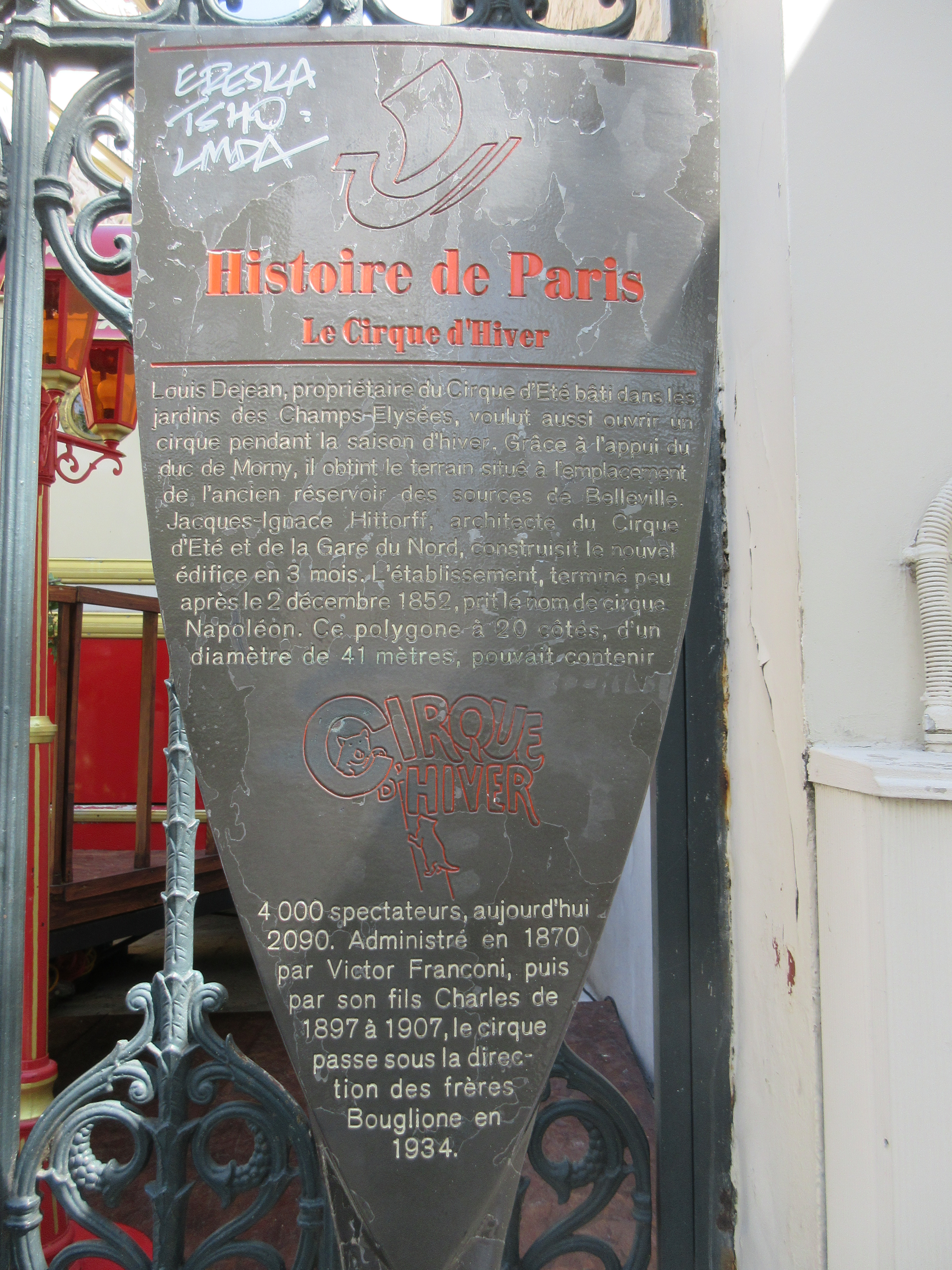
Panneau Histoire de Paris
« Le Cirque d'Hiver »

Avec les dommages de guerre perçus par la famille Desprez, Gaston Desprez se lance dans l’industrie du cinéma et rachète plusieurs salles comme le Palace à Amiens ou le Carillon à Saint-Quentin. Passionné de spectacle, il dirige aussi le théâtre de Saint-Denis et lance un programme équestre au Cirque de Troyes.
En 1923, le Cirque d'Hiver est à reprendre. Gaston Desprez saute sur l'occasion et mène à bien une profonde réhabilitation du bâtiment, des structures en béton remplacent les gradins en bois, les installations techniques et électriques sont rénovées, les peintures refaites. La réouverture a lieu le 12 octobre 1923, la direction artistique étant confiée à la famille Fratellini. Une période faste commence. En 1933, Gaston Desprez fait construire une piscine sous la piste avec un système de couverture commandé électriquement. L'inauguration de cette installation voit la participation de Mistinguett. Malheureusement, cet investissement met en péril les finances du Cirque d'Hiver et en 1934, le cirque est repris par la famille Bouglione.